# سینما تراس

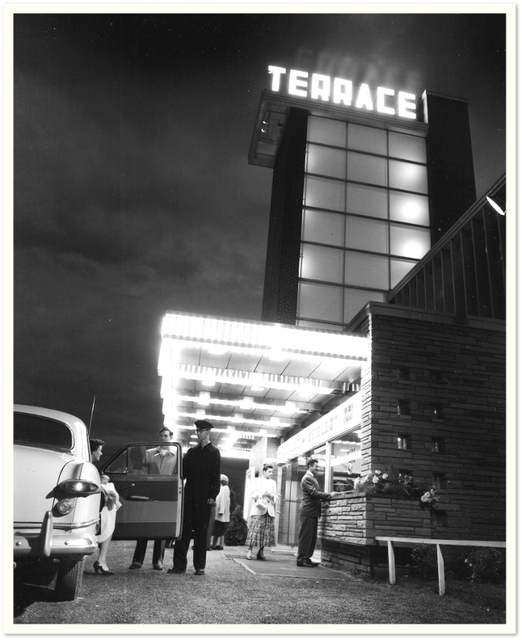
سینما تراس در دهه ۱۹۵۰ میلادی.

سینما تراس (به انگلیسی: Terrace Theatre) سالن سینمایی در شهر رابینزدیل، مینه‌سوتا در ایالات متحده آمریکا بود. این سینما در سال ۱۹۵۱ میلادی، توسط شرکت معماری لیبنبرگ و کاپالان و در سبک معماری مدرن اواسط قرن ساخته‌شد.
سینما تراس در آن زمان به دلیل طراحی منحصر به فرد و امکانات مدرنش شناخته شده‌بود. با این حال، به دلیل کاهش فروش گیشه و مشکلات مالی، درهای سینما در سال ۱۹۹۹ بسته و ساختمان آن در سال ۲۰۱۶ تخریب شد.